# Махаринці (Хмельницький район)
Махари́нці — село в Україні, у Староостропільській сільській громаді Хмельницького району Хмельницької області. Населення становить 247 осіб. Орган місцевого самоврядування — Староостропільська сільська рада. Входить до Коржівського старостату.

## Герб
У лазуровому щиті із золотою, мурованою чорним, базою, срібний орел з розпростертими крилами, золотими лапами і дзьобом, з оберненою вправо головою. Герб стилізовано означає церкву Івана Богослова, збудовану на кам’яному фундаменті, що існувала в селі. Орел – символ Івана Богослова, мурована база – символ фундаменту церкви.

## Історія
7 (20) листопада 1917 року, відповідно до Третього Універсалу Української Центральної Ради, увійшло до складу Української Народної Республіки.
12 червня 2020 року, відповідно до розпорядження Кабінету Міністрів України № 727-р «Про визначення адміністративних центрів та затвердження територій територіальних громад Хмельницької області», увійшло до складу Староостропільської сільської громади.
19 липня 2020 року, після ліквідації Старокостянтинівського району, село увійшло до Хмельницького району.